# Montreux (Meurthe-et-Moselle)
Montreux ist eine französische Gemeinde mit 52 Einwohnern (Stand 1. Januar 2022) im Département Meurthe-et-Moselle in der Region Grand Est. Sie gehört zum Kanton Baccarat und zum Arrondissement Lunéville. 
Nachbargemeinden sind Nonhigny im Norden, Parux im Nordosten, Bréménil im Südosten, Neuviller-lès-Badonviller im Südwesten, Ancerviller im Westen sowie Halloville im Nordwesten. 

## Ortsname
Auf Lateinisch hieß die Siedlung „Monasteriolum“. Um 880 existierte der Name „Munsteriolo“.

## Bevölkerungsentwicklung

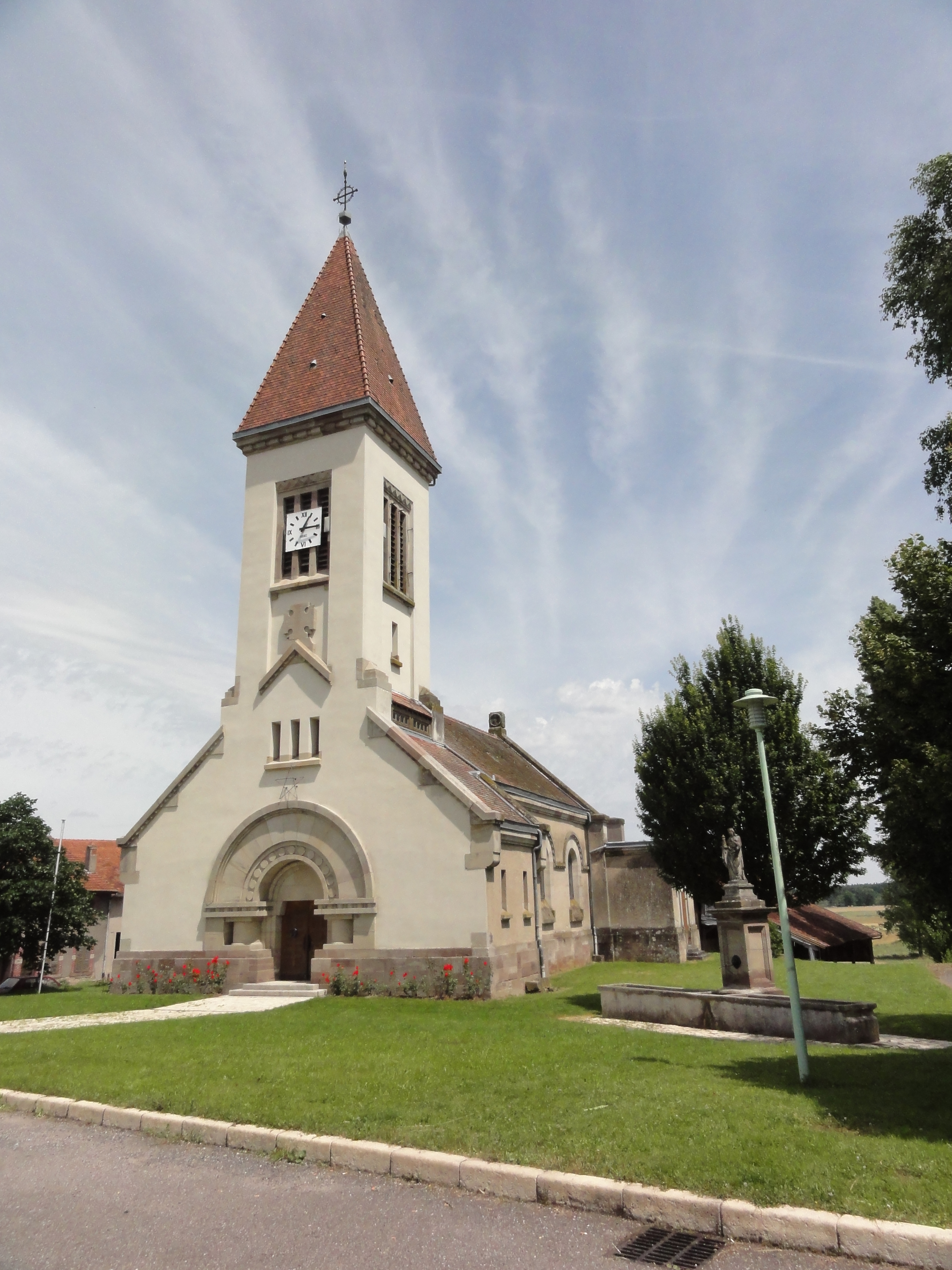
Himmelfahrtskirche

| Jahr      | 1962 | 1968 | 1975 | 1982 | 1990 | 1999 | 2008 | 2019 |
| --------- | ---- | ---- | ---- | ---- | ---- | ---- | ---- | ---- |
| Einwohner | 94   | 93   | 83   | 85   | 59   | 61   | 58   | 55   |